# 아메리칸 스탠다드
아메리칸 스탠다드(American Standard Companies Inc.)는 미국의 배관기구, 냉난방가구 및 공조기구 (HVAC), 욕실용품을 제조하는 회사였으나 공조사업부문을 제외한 모든 사업부가 매각되어 일본 릭실 그룹(LIXILグループ株式会社)의 브랜드였다가 한국 법인(스탠다드인터내셔널)은 2020년 100% 국내 자본으로 독립하였다.
1929년 American Radiator Company와 Standard Sanitary Manufacturing Company가 합병하여 만들어졌다. 2007년 공조 사업을 제외한 모든 부분을 매각했다. 욕실 용품 부문은 17억 4500만달러에 베인 캐피탈 파트너스에 매각되었다. 이후 지주회사 ASD아메리카를 중심으로 2013년 7월까지 욕실용품 부문의 상표의 북미와 아시아의 판매권은 일본의 릭실 그룹 (Lixil Group) 소유였으며, 유럽의 판매권은 Ideal Standard사에게 있었으나 2013년 8월 릭실 그룹이 5억4200만달러(약 5536억원)으로 ASD아메리카의 모든 지분과 아메리칸 스탠다드의 모든 권리를 인수했다. 미국의 본 기업은 공조사업부분만 남았으며 2008년에 자회사였던 트레인 (Trane Inc.)과 합병하였다.